# Villa medicea delle Pianore
La Villa Medicea delle Pianore, in precedenza nota anche come Tenuta Granducale delle Pianore, è una residenza storica situata nel comune di Santa Maria a Monte, nella località che le dà il nome. Essa costituisce uno dei più significativi esempi di fattoria medicea lontano da Firenze e ha avuto poche alterazioni rispetto al suo originario sviluppo avvenuto fra il XVI e XVII secolo. 
Il nucleo del complesso rurale è composto principalmente dalla casa padronale, impiegata anticamente anche come villino di caccia. A questa si aggiungono l’abitazione dei pigionali, la canonica e un oratorio di origine medievale, raggruppati attorno a un piazzale quadrato erboso cui si accede percorrendo un lungo viale costeggiato da cipressi.

## Il territorio
La villa sorge nell'area naturale protetta delle Colline delle Cerbaie. L'origine del nome "Pianore", in passato "Pianora", è dovuta alla pianeggiante distesa di campi che insieme alla villa, alle case poderali e ai terreni boschivi formava la fattoria delle Pianore. 
I boschi – che nel XVI secolo formavano la "bandita delle Pianora" di proprietà della Comunità di S. Maria a Monte – coprono una superficie di circa 680 ha. Sono delimitati dal Rio di Vaiano, dal Borro del Valacchio, dalla strada comunale di Cerretti fino a casa Porchereccia, dal Rio delle Tre Fontine e infine dal limite delle terre agricole costituite nell’alveo dell'antico lago di Bientina: tali confini, che corrispondono grosso modo al territorio oggi indicato come Fattoria delle Pianora, non vengono tuttavia specificati fino alla seconda metà del Cinquecento.
In base alla testimonianza degli Statuti della Comunità di Santa Maria a Monte, alla fine del XVI secolo il territorio era ricoperto di scopeti, felceti, boschi di querce, castagni e, in misura non del tutto trascurabile, meli, oltre che da coltivi: queste specie erano essenziali non solo per l’alimentazione umana, ma anche per l’allevamento, risorsa vitale per la popolazione locale.

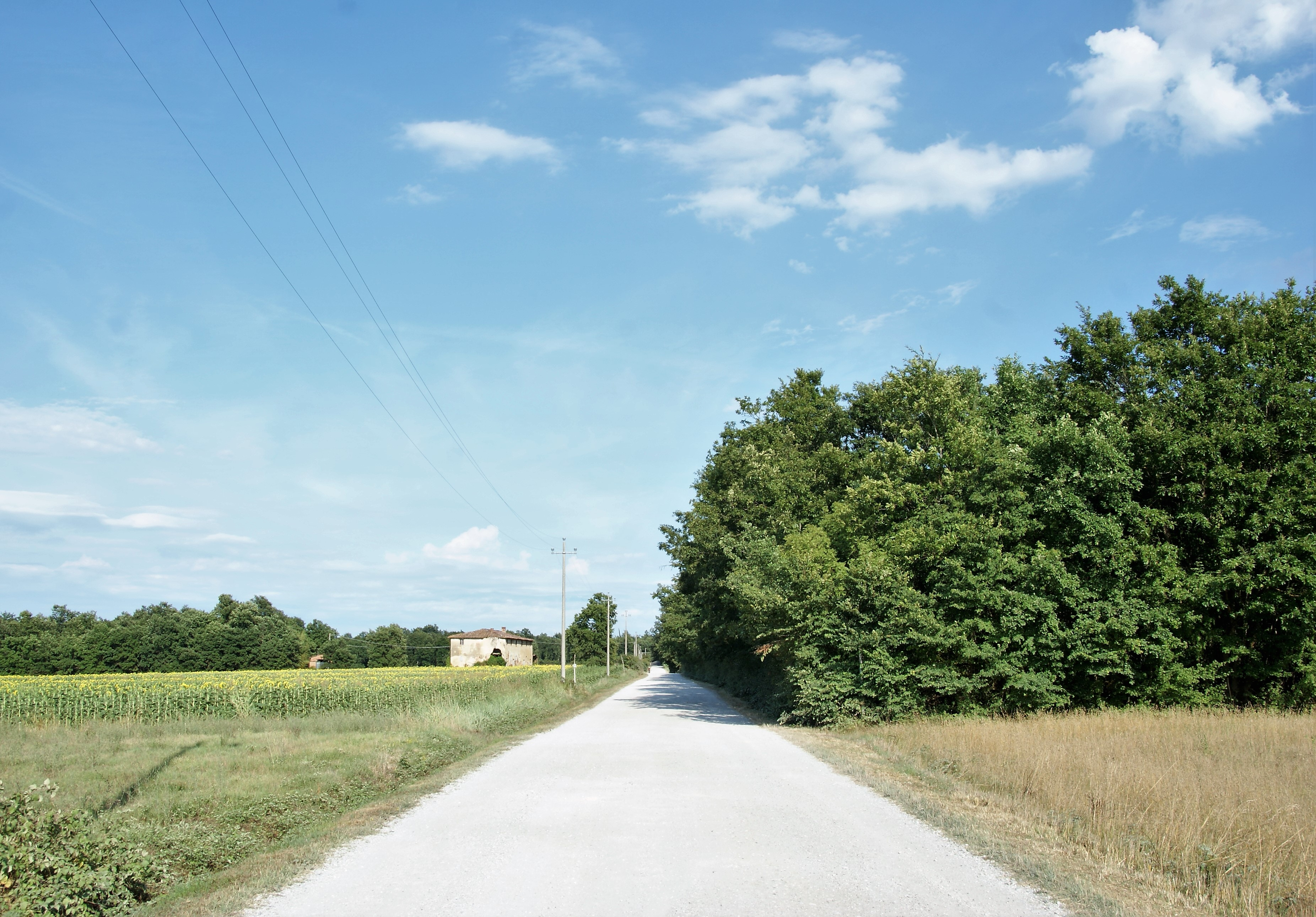
Paesaggio da via delle Pianore

In seguito il paesaggio è cambiato, ma è rimasto per molto tempo poco abitato e tranquillo. La situazione a fine Ottocento è testimoniata da don David Albertario, direttore de L'Osservatore Cattolico, che nell'inverno 1883-1884 fu ospite del suo amico don Oreste Nuti, parroco delle Pianore dal 1879 al 1892. In alcune lettere, Albertario infatti sottolinea di essersi trovato a soggiornare in una vera oasi di pace, un mare di silenzio e di verde interrotto soltanto dalle voci dei contadini al rientro dai campi, dai rintocchi delle campane e dai richiami degli animali di guardia alla fattoria.
La copertura forestale, a partire dal Novecento, si è ridotta di superficie ed è cambiata nella sua composizione e struttura. Il cambiamento è dovuto sia a motivi di carattere ambientale, come incendi e malattie arboree, sia all'intervento umano, e in particolare al complesso intervento di bonifica che ha trasformato le limitrofe aree paludose in terreni agricoli.
La tranquillità è inoltre ancor più marcata, visto il progressivo spopolamento della campagna e l'abbandono dei casolari, nonché la nascita del nuovo centro abitato di Cerretti a cui le Pianore ha lasciato il titolo di parrocchia.

## Storia dell'insediamento

### Il contratto con i Medici

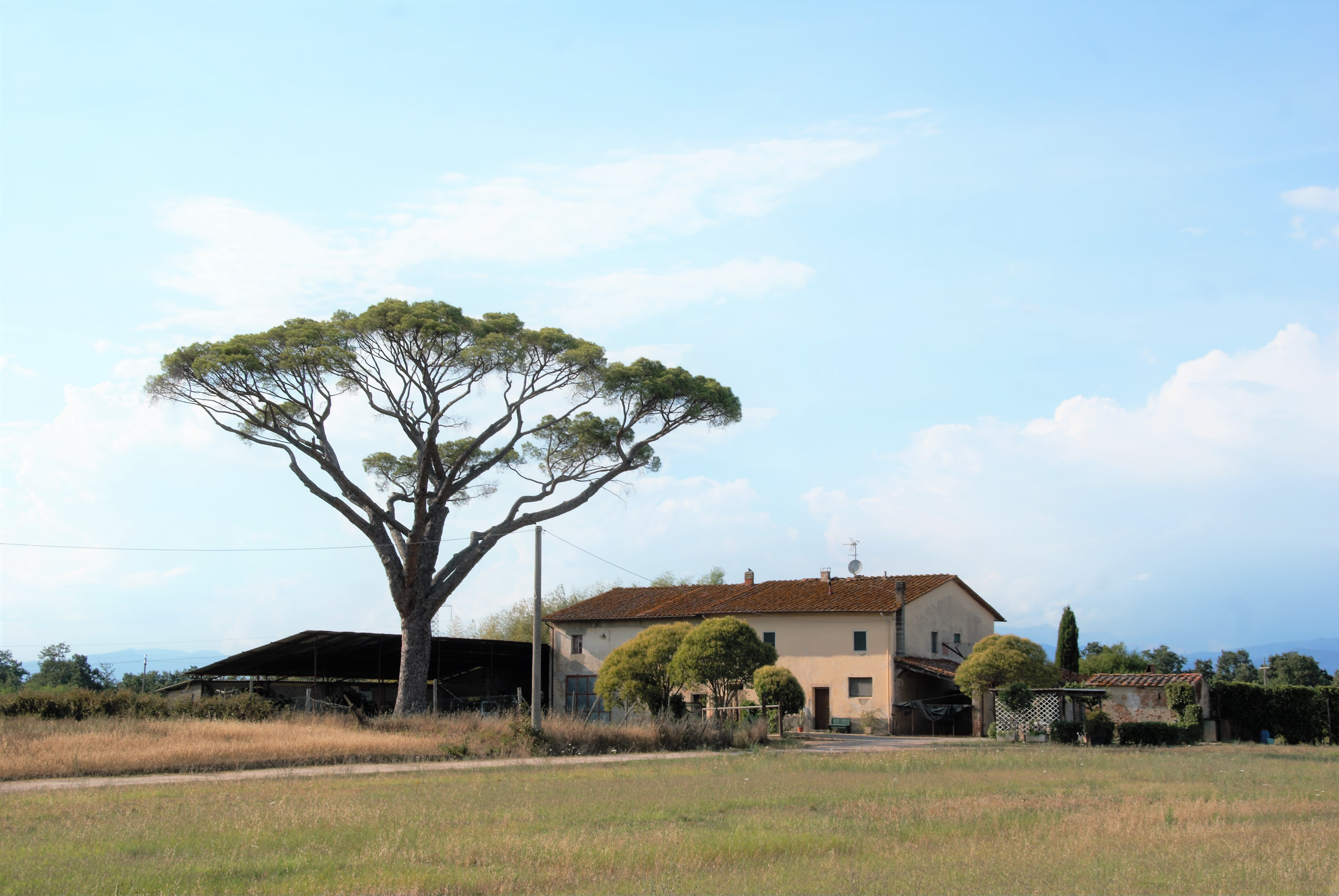
Il podere del Pino, citato fra gli appartenenti alla fattoria granducale all'inizio del XVII sec., è un raro esempio di casolare conservato

Alla fine del Cinquecento la Comunità di Santa Maria a Monte non era in grado di sostenere le spese necessarie a ridurre a coltura il territorio delle Pianore. In risposta alla forte crescita demografica e all’aumento dei prezzi che caratterizzarono quegli anni, il 27 dicembre del 1592 la Comunità cede quindi a livello perpetuo a Cristina di Lorena, moglie di Ferdinando I, la bandita delle Pianora. La granduchessa avrebbe pagato un canone annuo pari a 75 scudi (25 in più rispetto ai canoni d'affitto richiesti precedentemente dal Comune per le stesse terre), 120 libbre di carne d’agnello (da offrire ai più bisognosi durante la mattina di Pasqua) e uno scudo per il mantenimento del letto del predicatore. Si impegnava inoltre a ridurre il territorio stagnante a poderi, frutteti e vigneti in base alla tipologia del suolo, costruendovi case per i mezzadri, assunti preferibilmente fra la manodopera locale, e a mantenere il macellaio della comunità per la vendita della carne porcina. Inoltre all’interno della tenuta consentiva agli abitanti di sfruttare il legname necessario alla realizzazione di case, attrezzi da lavoro e pali per le viti, anche se veniva revocato il diritto di pesca, caccia e pascolo.
Tale investimento rientrava nella politica medicea, già dal XV secolo, di occupare zone scarsamente abitate che, in seguito a consistenti opere di bonifica e disboscamento, sarebbero potute diventare nuove terre coltivate da mezzadri o semplici salariati, nell’ottica della formazione di un considerevole patrimonio fondiario nel pisano. Per di più questa allivellazione rappresentava un buon modo per impiegare la cospicua dote della principessa, che pochi anni prima il granduca Ferdinando aveva preso in sposa.
Nel 1596 ebbe quindi luogo la formazione della fattoria delle Pianore, insieme all’edificazione della casa del predicatore e di quella “dei Lombardi”, così denominata per la provenienza dei lavoratori stagionali che vi trovavano riparo. Allo stesso periodo risale anche il restauro e rifacimento della preesistente chiesa romanica di San Frediano a Tolli, consacrata proprio nel 1596 a Santa Cristina in onore della granduchessa, come testimonia la lapide posta sul lato a destra dell’entrata principale.
Gradualmente, cercando di sfruttare al massimo la fertilità naturale del suolo, vennero attuati interventi volti a promuovere lo sviluppo produttivo dell’azienda e a valorizzare la sua posizione strategica per i commerci tra Lucca, Pisa e Firenze. Gli interventi inclusero la costruzione di strade e canali, porti e dogane, indispensabili per accedere al lago di Bientina e favorirne le attività connesse e i fiorenti scambi commerciali, nonché di depositi per il legname e altre strutture di servizio.
È possibile rilevare una rapida espansione delle proprietà della tenuta granducale sia dall’annessione nel 1615 della boscaglia di Pozzi, venduta dalla nobile famiglia degli Albizi, sia dall'attestazione di 17 poderi con case coloniche nel 1626, poco più di trent’anni dopo la firma dell’allivellazione.

### Dai Lorena ai Mayer

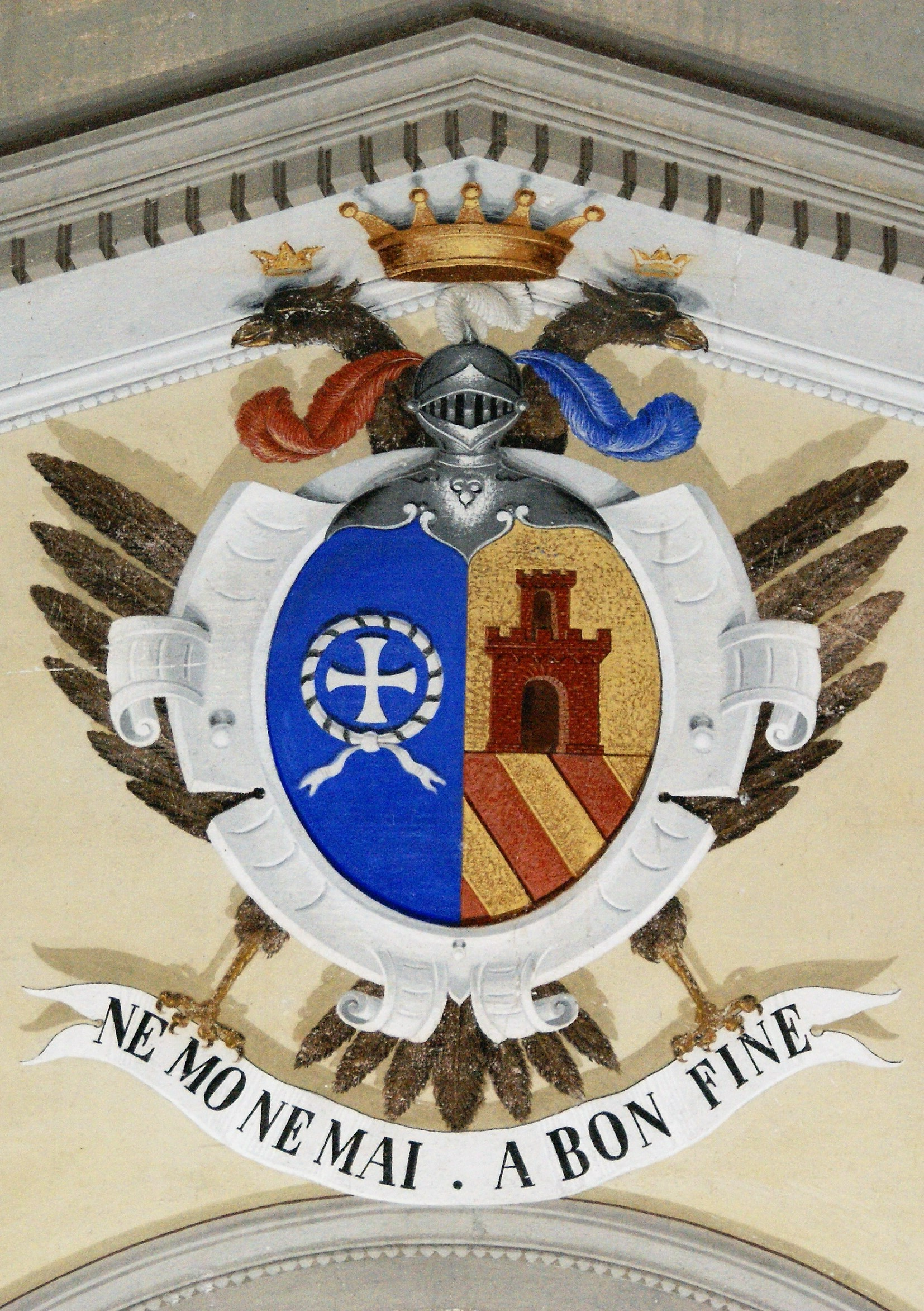
Blasone degli Scaramucci di Santa Maria a Monte, raffigurato all'interno della cappella di famiglia presso il cimitero delle Pianore

Estinta la linea maschile della casata medicea, la tenuta e quello che un tempo era finito per essere utilizzato come villino di caccia, secondo quanto previsto dal contratto stipulato, sarebbero dovuti tornare in possesso della Comunità di S. Maria a Monte, che nel luglio del 1737 e nel maggio del 1772 ne rivendicò il dominio utile, ma senza risultato. In quegli anni infatti tutto il patrimonio dei Medici, comprese le fattorie granducali, passò in possesso ai nuovi sovrani del Granducato di Toscana, gli Asburgo-Lorena, che per la maggior parte delle fattorie decisero di ricorrere all’affitto per assicurarsi una rendita migliore. Anche la fattoria delle Pianore, in cui la gestione della parte agricola venne separata da quella della parte forestale a partire dal 1740 dai Lorena, subì questa serie di passaggi contrattuali, che ne comportarono un’inefficiente organizzazione e un lento declino.
La lunga serie di trattative d’allivellazione condotte dal granduca Pietro Leopoldo e le controversie rimaste aperte con i santamariammontesi si conclusero soltanto il 24 gennaio 1795, quando il granduca Ferdinando III affrancò definitivamente la proprietà delle Pianore per la somma di 20.200 scudi.
Agli inizi del XIX secolo la tenuta era ormai suddivisa tra diversi proprietari: a Gaetano Chiocchini di Michelangelo erano intestate la villa, parte della casa delle maestranze non toscane posta sul piazzale e i terreni coltivati a viti e olivi, posti sul retro e a est della villa, mentre allo Scrittoio delle Regie Possessioni spettavano i boschi cedui e i terreni verso il padule che verranno successivamente alienati nella seconda metà dell’Ottocento. Alla morte di Gaetano Chiocchini nel 1847, l’eredità di questa famiglia di ricchi mercanti di Calcinaia, ben presto trasformatisi in grandi possidenti, passò alle due figlie; in particolare, il livello di Pianora rimase a Francesca Chiocchini negli Scaramucci.
Nel Novecento la famiglia Scaramucci di Santa Maria a Monte avviò l’opera di riunificazione che ha dato forma all’attuale proprietà, facendo sì che, attraverso la loro linea femminile, la maggior parte dei coltivi e una larga fetta dei boschi si trovassero nuovamente riuniti nelle mani di un solo proprietario, ossia i signori Mayer e rispettivi eredi.

## Il palazzo padronale
Il più grande edificio della fattoria, nonché quello che ancora oggi è il centro e la principale testimonianza medicea di questa località, è stato usato soprattutto come abitazione del fattore, dell’affittuario e successivamente del livellario. Posto su un altipiano lungo il cosiddetto “Stradone delle Pianore” che verso est raggiungeva l'antica strada Pesciatina (oggi la Valdinievole) e a nord-ovest conduceva al corrispondente porto sul vicino lago, il palazzo era originariamente formato da 56 stanze, suddivise fra camere, sale, cantine, tinaie, magazzini, granai, colombaie e stalle.
Esso può essere ricondotto, per misure e soluzioni architettoniche, al classico modello di villa con destinazione prevalentemente rurale che si diffonde nel contado pisano fra l’ultimo decennio del XVI secolo e il secondo decennio del XVII secolo. Tale modello, ripreso in località distanti e interessate da differenti committenti e operatori, risponde essenzialmente alla comune esigenza del signore di avere ampi locali adatti a più usi. Locali del genere erano invece più difficili da ottenere con l'organizzazione degli spazi più specialistica e frammentata tipica delle coeve ville lucchesi e fiorentine. 
I caratteri tipologici qui messi in evidenza, che indirizzano verso una spinta specializzazione rurale dell’impianto, consentono di supporre l’influenza e il contributo diretto dell’architetto Bernardo Buontalenti, quantomeno nella fase progettuale dell’opera. Tale tesi è avvalorata dal fatto che Buontalenti, molto attivo presso la corte granducale proprio per la sua preparazione ed eclettica esperienza, si trovava in quello stesso periodo nella vicina area del Padule di Bientina per condurre studi idraulici. Questo avrebbe anche potuto consentirgli di usare come modello di riferimento la villa di Cerreto Guidi.

### Configurazione esterna

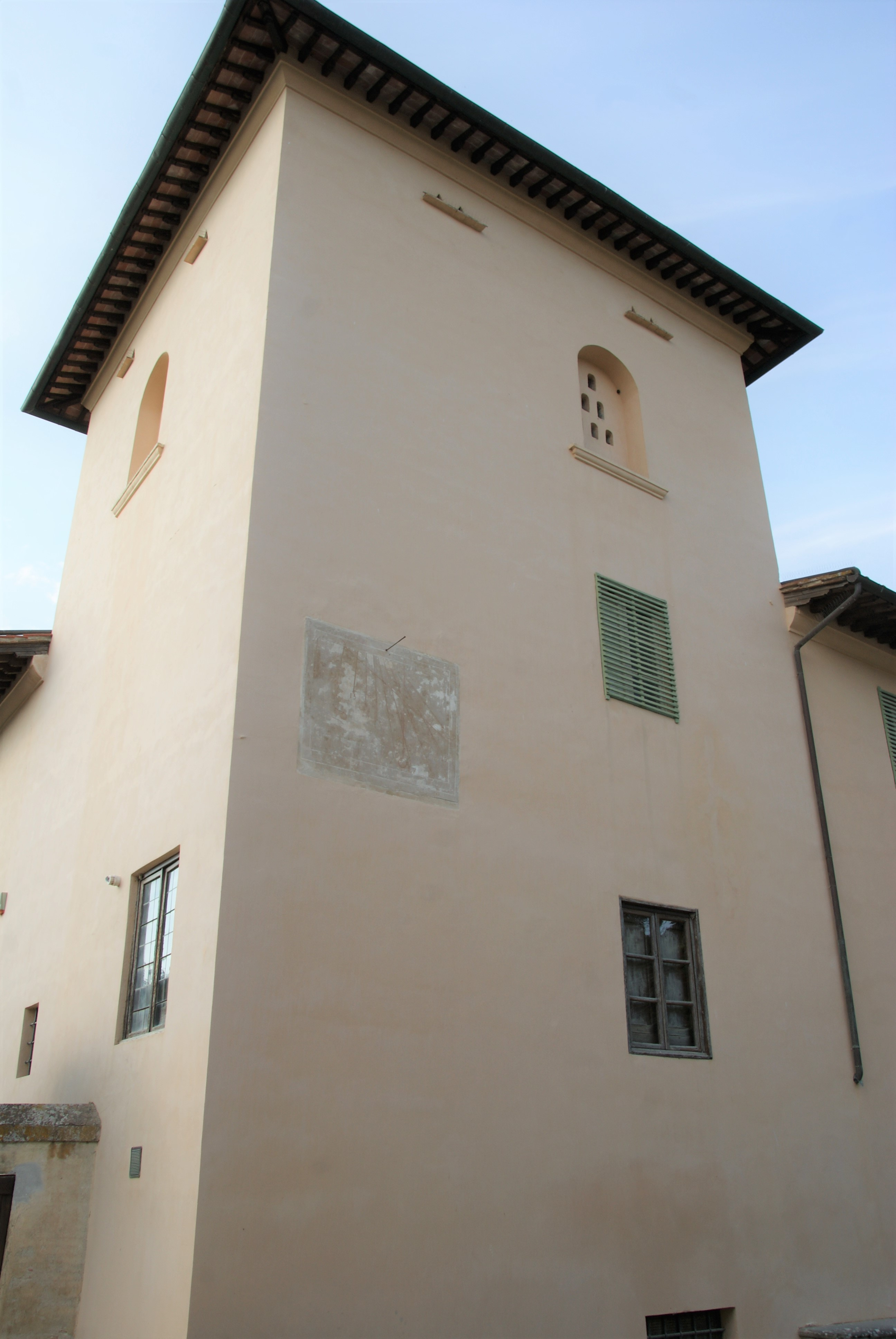
Particolare di una delle due torri colombaie

Il palazzo è a pianta rettangolare. I lati sono in un rapporto di 1: 2,8 (fronte di 65 braccia e lato di 23) con asse di simmetria ortogonale alla facciata orientata a sud. La facciata è a due piani; agli angoli ha due torri con chiara funzione di colombaie e di essiccatoi per i prodotti agricoli. Le torri quindi non assumono in questo caso un carattere simbolico di prestigio, ma semplicemente aiutano a connotare il prospetto principale, altrimenti non facilmente individuabile per via della spiccata specularità dell’impianto.
Se da un lato quindi le due torri rievocano almeno indirettamente il tipo più tradizionale della villa medicea controllata da quattro torrioni d’angolo, per il resto la specifica vocazione agricola della dimora è confermata da un linguaggio architettonico estremamente semplificato, con ampie superfici intonacate interrotte principalmente da rade e piccole finestre ritagliate nel vivo muro. Gli unici elementi dalle forme elaborate, in maggior contrasto con la linearità dei prospetti, sono i due portali archivoltati in conci di pietra e rialzati su brevi scale, che rappresentano i due ingressi al grande salone centrale, contrapposti e affiancati entrambi da due finestre.

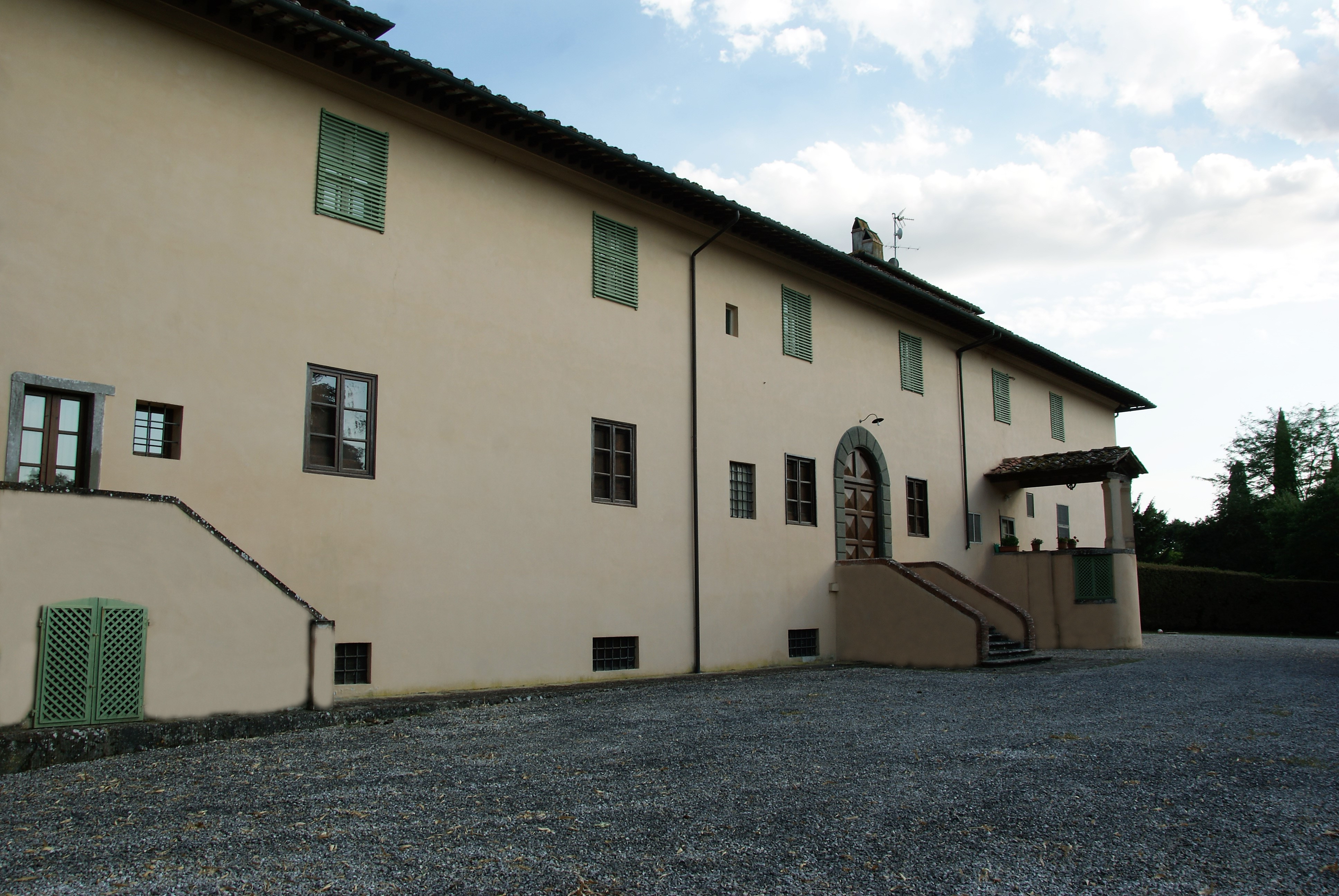
Prospetto nord della villa

Il prospetto ovest con piccole luci a feritoia risponde anch’esso a questa semplicità ed essenzialità strutturale, mentre quello est presenta un numero maggiore di aperture, con due portali ad arco ribassato in pietra al piano terra e finestre analoghe a quelle degli altri lati sui vari piani. Sul lato nord a destra del portale, funzionalmente in corrispondenza della cucina, una scala conduce al pozzo esterno coperto da una tettoia, mentre alla sua sinistra è presente un’altra piccola rampa collegante un accesso secondario di epoca più recente.

### Gli interni
La stessa sobrietà che caratterizza la configurazione esterna del palazzo è riscontrabile anche al suo interno attraverso i pavimenti in cotto, i solai lignei a vista in quasi tutte le stanze e gli imponenti camini in pietra serena presenti solo in alcuni ambienti del piano terra, come ad esempio il vasto salone d’ingresso, passando dal quale si accede a quattro appartamenti laterali per lato. Ogni locale gode di un’illuminazione diretta ed è provvisto di porte di comunicazione allineate a cannocchiale e quasi tangenti al perimetro esterno dell’edificio. 

L'organizzazione interna degli ambienti non è tuttavia identica a quella originaria, così come riscontrabile in una pianta eseguita nel 1741 dall’ingegnere Mascagni, incaricato dal Regio Scrittoio di descrivere e stimare il valore della fattoria per la determinazione di un eventuale prezzo d’affitto: la serie di lavori ottocenteschi di ristrutturazione interna, culminata con un importante intervento di restauro nel 1932, ha portato allo spostamento in posizione d’angolo dell’antica scala a unica rampa, che in precedenza era addossata al muro del salone. Ciò ha consentito di costruire, al secondo piano, corridoi longitudinali atti a disimpegnare le camere, un tempo tutte di passo. Del resto proprio il piano nobile, a uso promiscuo, testimonia che il signore non risiedeva lì in modo abituale e continuo. In generale, l’orientamento della costruzione a nord mostra l'intenzione di godere di venti secchi, favorevoli alla conservazione di frutta e derrate alimentari, dando meno importanza alle esigenze abitative.

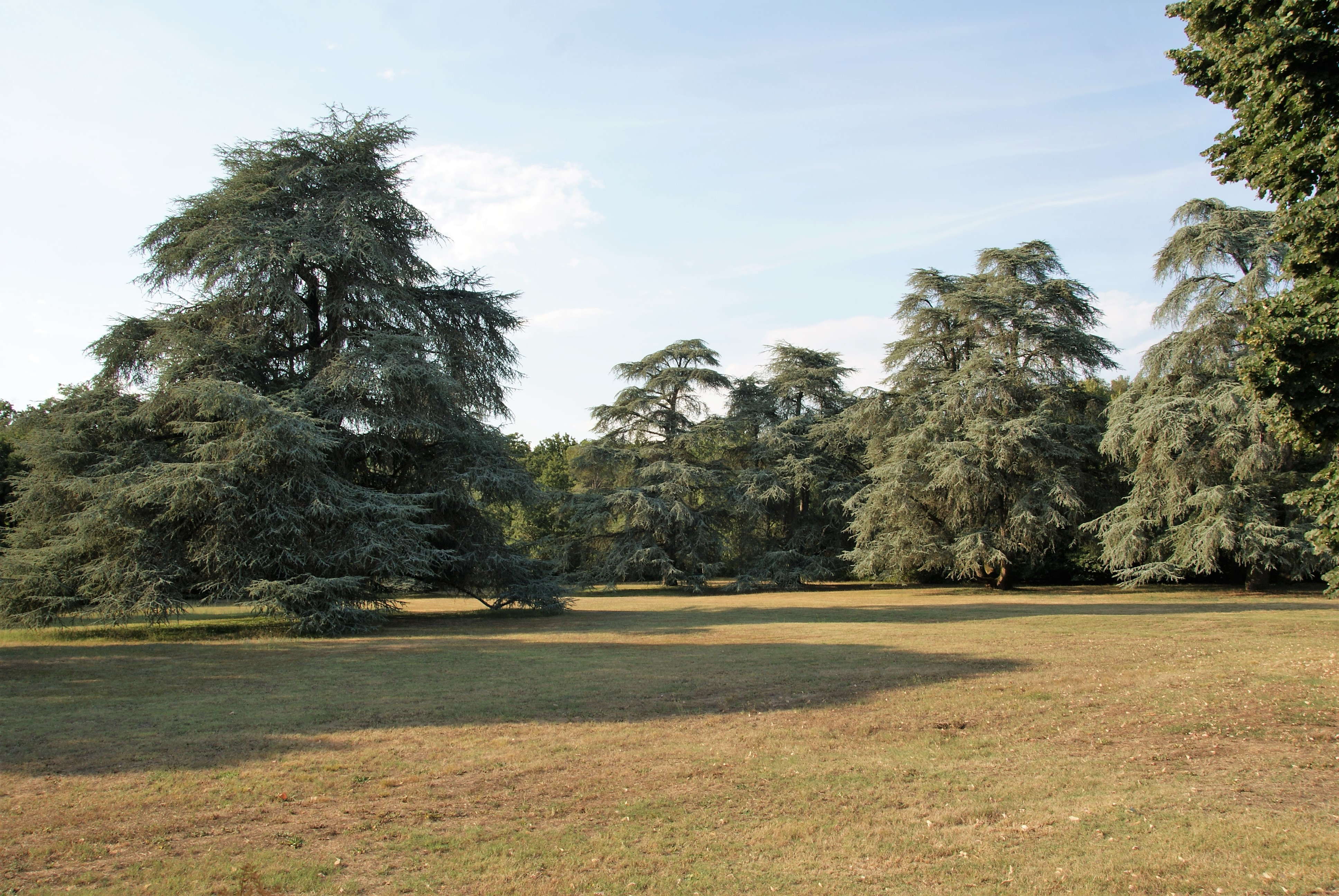
Veduta centrale del parco privato

Completano l’edificio un’ampia e praticabile soffitta centrale a tetto, utilizzata nel passato per la servitù e per le attività di essiccazione menzionate, e delle cantine ricoperte da volte a botte che si estendono sotto il palazzo per tutta la sua lunghezza. Le cantine appaiono oggi come sotterranei a uso di magazzino, ospitando soprattutto botti e coppi da olio, ma, sicuramente fino almeno a tutto il 1779, esse rappresentavano l’unica tinaia della fattoria. Il fatto che in questo luogo tutto il vino della tenuta venisse prodotto e conservato è un importante indice di come i mezzadri dipendessero direttamente dal proprietario e dall’affittuario nel settore operativo della produzione vinicola.

### Il parco retrostante
Né cortili interni, né portici o elaborati giardini circostanti si aggiungono alla villa, come per l’appunto prevede la tipologia di villa pisana in tutto il suo sviluppo temporale, poiché essa rivendica la propria natura di manufatto pienamente autosufficiente per vivere dentro il paesaggio naturale vicino, senza affatto mediarlo o integrarlo. Sul retro della dimora si trova soltanto un vasto parco di alberi ad alto fusto che si estende fino a fondersi con i boschi circostanti, attraversato da un lungo viale rettilineo che accompagna il visitatore verso il caratteristico e longevo boschetto di bambù.